# Список караїмських євреїв
Цей список караїмських євреїв складається з відомих людей, які пов'язані з караїмським юдаїзмом. Сюди входять не лише ті особи, які явно входили до складу караїмської громади, але й ті євреї, які дотримувались караїмських чи прото-караїмських поглядів. Пояснення асоціації кожної людини з караїмським юдаїзмом повинно бути пояснено в цій статті.

## Протокараїмський період (до 700 р. Н. Е.)
- Юда бен Таббай, фарисейський науковець, верховний суддя Синедріону, один з "пари" єврейських лідерів, які жили в І столітті до н. е.

## Ранній караїмський період - XIII-IX століття (700–899 рр. н. е.)
- Анан бен Давид, засновник аннанітів, які згодом будуть поглинуті караїзмом
- Беньямін аль-Нагавенді, якого деякі вважають основополижником караїзму
- Абу Імран Муса аль-Зафарані аль-Тіфлісі, засновник IX століття караїмської секти тифліситів

## Золотий вік - X-XII століття (900–1199 рр. Н. Е.)
- Аарон бен Мойсей бен Ашер (помер близько 960 р.), переробник тиверійської письмової системи, який вважається найточнішим варіантом Масоретичного тексту
- Даніель аль-Кумісі, вчений караїміст, полеміст, протосіоніст і упорядник юридичного кодексу Сефер ха-Міцвот
- Хасун бен Машіах, вчений, який процвітав у Єгипті (або Вавилонії) у першій половині Х століття
- Якуб аль-Кіркісані, він же аль-Кіркісані, догматик, автор і екзегет початку X століття
- Юда Гадассі, вчений XII століття, філософ і граматик з Константинополя
- Соломон бен Єрогам, екзегет і суперечливий
- Яфет бен Алі, вавилонський коментатор Біблії

## Середній період - XIII-XVII століття (1200-1699 рр. Н. Е.)
- Аарон бен Ілія з Нікомедії (1328 / 9–1369), мабуть, найвидатніший караїмський теолог, вважав караїмським еквівалентом свого рабинського сучасника Маймоніда
- Ілля Башіячі (1420–1490), хахам, що кодифікував караїмські закони
- Калеб Афендополо (1430–1499), хахам і полігістор.
- Мойсей бен Ілля Башіячі (1537–1555), написав багато караїмських книг
- Ісаак Троцький, литовський караїмський філософ і письменник 16 століття, який написав важливе апологію або захист юдаїзму перед християнством під назвою Ḥizzuq Emunah (Укріплення віри)
- Мордехай Султанський (1772–1862), видатний учений, який писав про ангелологію та походження караїмських євреїв

## Ранньомодерна епоха - XVIII-XIX століття (1700–1947 рр. Н. Е.)
- Абрам Базикович (1891–1970), російсько-англійський математик
- Адольф Йоффе (1883–1927), російський комуніст-революціонер, більшовицький політик, радянський дипломат
- Авраам Фіркович, відомий лідер кримських караїмів, дуже важливий збирач рукописів, який був археологом-аматором
- Соломон Крим (1864–1936), депутат у Російській Думі
- Самуїл Майкапар (1867–1938), радянський композитор
- Серая Шапшал (1873–1961), гахам литовської караїмської громади
- Сіма Бабович (1790–1855), гахам кримських караїмів

## Поточна сучасна епоха - XX-XXI століття (1948 р. - сьогодення)
- Мордехай Альфандарі (1929–1999), гахам, відомий як реставратор караїзму, у 1956-1958 роках видавав на івриті караїмський бюлетень під назвою "Ha'Or" ("Світло"), він також є автором досліджень на тему: вебсайт " Світло Ізраїлю".
- Мелех бен Яаків, гахам Всесвітнього союзу караїмів, і підтримує вебсайт Karaite Insights
- Моше бен Йосеф Фірруз, головний рабин і проректор Караїмського єврейського університету, підтримує вебсайт Універсальний караїмський юдаїзм
- Авраам Кефелі, газзан в Ашдоді, Ізраїль
- Моше Марзук (1926–1955), єгипетський караїмський єврей, повішений Єгиптом за участь в ізраїльській операції «Сюзанна», також називається справою Лавона
- Джо Пессах, лідер конгрегації згромадження B'nai Y'Israel у місті Дейлі-Сіті, Каліфорнія
- Авраам Канаї, гахам з караїмської громади "Ораг Чаддікім" в Олбані, Нью-Йорк
- Меїр Рехаві, гахам та співзасновник Всесвітнього караїмського руху, обіймає посаду канцлера Караїмського єврейського університету
- Йоханан Закантов, габбай, декан студентів і технічний керівник Караїмського єврейського університету, підтримує вебсайти KaraiteJudaism.org та Караїмський єврейський університет

## Квазі-караїми сучасної епохи - 21 століття
- Негемія Ґордон, гахам та підтримує вебсайти Karaite Korner та Nehemiaswall.com